# Tempio di Giunone Sospita
Il tempio di Giunone Sospita si trovava sul Palatino a Roma.

## Storia
Si tratta probabilmente del piccolo sacello accanto al tempio della Magna Mater (ricordato da Ovidio), del quale restano parti in opera reticolata di età augustea, mentre la maggior parte dei resti è pertinente a un restauro di età adrianea. Alcuni hanno interpretato questo tempio anche come Auguraculum del vicino tempio della Magna Mater, ma tale attribuzione è stata poi esclusa.